# Charles V. Shank
Charles Vernon (Chuck) Shank (né le 12 juillet 1943) est un physicien américain connu en tant que directeur du laboratoire national Lawrence Berkeley de 1989 à 2004. 

## Jeunesse et éducation
Charles Vernon (Chuck) Shank est né à Mount Holly, dans le New Jersey, le 12 juillet 1943,. Il entre à l'Université de Californie à Berkeley, où il obtient son baccalauréat en sciences (BS) en 1965, sa maîtrise en sciences (MS) en 1966 et son doctorat en philosophie (Ph.D.) en 1969, tous ces diplômes concernant le  génie électrique. Sa thèse de doctorat sous la direction de Steven E. Schwartz porte sur la « spectroscopie d’interaction d'ondes non linéaires ».

## Carrière
Après avoir obtenu son doctorat, Shank rejoint le personnel des laboratoires Bell en tant que chercheur. Il y restera vingt ans, devenant responsable de son département de recherche en physique quantique et en électronique en 1976 et directeur de son laboratoire de recherche en électronique en 1983. Shank a introduit l'utilisation d'impulsions laser ultra-courtes pour étudier les événements ultra-rapides, ceux-ci se déroulant en femtosecondes, et est considéré comme le fondateur de cette branche de la physique. Il a fait œuvre de pionnier dans le domaine de la femtochimie, en développant ses techniques et ses technologies, ainsi que dans les communications par laser et est le co-inventeur du laser à rétroaction distribuée,. Il a étudié la femtochimie de la rhodopsine, un pigment photosensible présent dans l'œil, qui constitue un élément important du mécanisme de la vision humaine. Mais comme de nombreuses réactions chimiques ont lieu en femtosecondes, la science de l'ultra-rapide a trouvé des applications dans les domaines de la chimie, de la biologie, de la physique, de la science des matériaux, de la médecine, de la météorologie et des technologies de fabrication.   
Shank est devenu le directeur du laboratoire national Lawrence Berkeley en 1989. Sous sa direction, le laboratoire a poursuivi diverses initiatives, généralement en coopération avec d'autres agences. Par le biais du Centre national de calcul scientifique de la recherche énergétique, il a fait du laboratoire un lieu de prédilection pour la superinformatique. Travaillant avec le laboratoire national Lawrence Livermore et le laboratoire national de Los Alamos, il a contribué à la création du Joint Genome Institute, chargé de travailler sur le projet du génome humain. Grâce à cet effort commun, les séquences complètes des chromosomes 5, 16 et 19 ont été cartographiées. La sonde d'accélération SuperNova (SNAP) du laboratoire faisait partie de la mission conjointe Dark Energy visant à explorer l'énergie noire en collaboration avec la NASA. Il a également collaboré avec le Comprehensive Cancer Center de l'Université de Californie à San Francisco pour étudier la maladie. Il a fortement soutenu les nanosciences et a été co-auteur de Systèmes complexes : La science pour le 21e siècle (1999), dans lequel il s'agissait d'un thème important,.
En 1989, Shank était membre du California Council on Science and Technology . L'année suivante, il était membre du comité national sur les technologies critiques du Bureau de la science et de la technologie. Dans ce rôle, il a aidé à identifier les technologies les plus critiques nécessaires pour faire progresser la sécurité nationale et la prospérité économique des États-Unis. Il a présidé le comité sur la science et l'ingénierie optiques du Conseil national de recherches du Canada et a été co-auteur de « Exploiter la lumière : la science et l'ingénierie optiques pour le 21e siècle» (1998). Il était membre du comité des études de l'armée de l'air de l'Académie nationale des sciences et du comité de la science du renseignement de la Central Intelligence Agency.
Shank a pris sa retraite du laboratoire Lawrence Berkeley en 2004 et est devenu professeur de chimie, de physique, de génie électrique et d'informatique à l'Université de Californie à Berkeley. Depuis 2015, il est membre du conseil consultatif du laboratoire Lawrence Berkeley. Il reste professeur émérite à l'Université de Californie à Berkeley et est membre des conseils consultatifs du campus. Il est également Senior Fellow du campus de recherche Janelia du Howard Hughes Medical Institute.

## Distinctions
Au fil des ans, Shank a reçu de nombreuses distinctions et prix. Il a été élu membre de l'Académie nationale des sciences en 1984, de l'Académie nationale d'ingénierie en 1983 et de l'Académie américaine des arts et des sciences. Il est également membre de l'Association américaine pour l'avancement des sciences, de l'American Physical Society, l'Institut des ingénieurs électriciens et électroniciens (IEEE) et l'Optical Society of America. Il a reçu de la Société d'Optique Américaine le prix R. W. Wood en 1981,, de l'Institut Franklin la médaille Edward Longstreth en 1982,  le prix Morris E. de l'IEEE en 1983 et le prix David Sarnoff en 1989, de l'Université de Californie le prestigieux Prix des diplômés de l’ ingénierie en 1990, de la Société internationale d’ingénierie optique  le prix Edgertonen 1990,  de la American Physical Society le prix George E. Pake en 1996, et le prix Arthur L. Schawlow de science des lasers en 1997 ; en 2002 il reçut le prix Charles Hard Townes de l'Optical Society of America et en 2014 le prix Enrico Fermi du département de l'Énergie des États-Unis.

## Brevets
- (en) Brevet U.S. 4096446
- (en) Brevet U.S. 3978429